# Headlines and Deadlines
Headlines and Deadlines — п'ятий компіляційний альбом норвезького гурту a-ha, виданий 1991 року. До альбому увійшли пісні, записані гуртом в період з 1984 по 1991 рік.

## Музиканти
- Пол Воктор-Савой (Paul Waaktaar-Savoy) (6 вересня 1961) — композитор, гітарист, вокалист.
- Магне Фуругольмен (Magne Furuholmen) (1 листопада 1962) — клавішник, композитор, вокаліст, гітарист.
- Мортен Гаркет (Morten Harket) (14 вересня 1959) — вокаліст.

## Композиції
| #   | Назва                           | Тривалість |
| --- | ------------------------------- | ---------- |
| 1.  | «Take on Me»                    | 3:48       |
| 2.  | «Cry Wolf»                      | 4:08       |
| 3.  | «Touchy!»                       | 4:38       |
| 4.  | «You Are The One» (remix)       | 3:47       |
| 5.  | «Manhattan Skyline»             | 4:51       |
| 6.  | «The Blood That Moves the Body» | 4:06       |
| 7.  | «Early Morning»                 | 2:59       |
| 8.  | «Hunting High and Low» (remix)  | 3:48       |
| 9.  | «Move to Memphis»               | 4:18       |
| 10. | «I've Been Losing You»          | 4:26       |
| 11. | «The Living Daylights»          | 4:17       |
| 12. | «Crying in the Rain»            | 4:24       |
| 13. | «I Call Your Name»              | 4:53       |
| 14. | «Stay on These Roads»           | 4:47       |
| 15. | «Train of Thought» (remix)      | 4:17       |
| 16. | «The Sun Always Shines on T.V.» | 5:05       |

## Сингли
- «Move to Memphis» (14 жовтня 1991)
- «The Blood That Moves the Body» (The Gun Remixes) (30 березня 1992) (випущений для промоушену альбому, але не вийшов на самому диску альбому)